# Царёв, Алексей Юрьевич
Алексей Юрьевич Царёв (род. 21 декабря 1953, Самара) — народный депутат РСФСР в 1990—1993 гг., заведующий кафедрой государственно-правовых дисциплин юридического факультета МГПУ, кандидат юридических наук. Советник отдела анализа законодательного процесса аналитического управления аппарата Государственной думы. Специалист по военному праву, конституционного праву и законодательной технике.Руководитель группы разработчиков федеральных законов РФ «Об обороне», «О воинской обязанности и военной службе», проекта закона «Об альтернативной службе».

## Биография
- в 1975 г. окончил Ростовское высшее военное командное училище, получив квалификацию офицер-политработник.
- в 1987 г. окончил Военно-политическую академию им. В. И. Ленина с квалификацией преподаватель истории и обществоведения.
- 1990—1993 годах.- народный депутат России (последняя должность — председатель подкомитета по Вооруженным Силам Комитета по вопросам обороны и безопасности), член Конституционной комиссии Российской Федерации, член Конституционного совещания при Президенте России 1993 года, член постоянной парламентской делегации России при Совете Европы, руководитель рабочих групп по разработке проектов законов РФ «Об обороне», «О воинской обязанности и военной службе» и проекта закона «Об альтернативной службе», один из создателей и секретарь депутатской группы «Левый центр»).
- в 1995 г. — окончил Московскую государственную юридическую академию.
- 1994—1996 г.г. — советник Председателя Государственной Думы Рыбкина И. П.
- 1996—2001 г.г.- советник Аналитического управления Аппарата Госдумы.
- 2001—2003 г.г. — помощник депутата Государственной Думы.
- 2003—2004 г.г. — заместитель генерального директора ЗАО «Международный бизнес центр: консультации, инвестиции, оценка».
- 2004—2006 г.г. — помощник депутата Государственной Думы.
- в 2006 году защитил кандидатскую диссертацию в Российской академии государственной службы при Президенте РФ на тему: «Концепция закона в законотворчестве Российской Федерации.[2]
- С 2006 г. — доцент кафедры конституционного права и отраслевых юридических дисциплин юридического факультета Московского городского педагогического университета.
- С 2008 г. — ведущий специалист Центра правовых исследований и развития законодательства в области законопроектных работ и экспертизы проектов нормативных правовых актов.

В настоящий момент (2013 год) заведующий кафедрой государственно-правовых дисциплин юридического института МГПУ
Имеет около 40 публикаций, основные из них:
- Конституционное право России: Конспект лекций;
- Сравнительный анализ законопроектов о Конституционном Собрании;
- О развитии конституции Российской Федерации;
- О логичности наших законов;
- О территориально-политическом устройстве России;
- Муниципальное право (полный конспект лекций по учебной дисциплине);
- Наша Конституция живее американской;
- О правовом статусе гражданина как элементе государственного устройства;
- О текстовых дефектах Конституции Российской Федерации;
- О процессуальных нормах Конституции Российской Федерации.

Автор книги «Кошачье сердце»